# نگارخانه هنر هامبورگ
نگارخانهٔ هنر هامبورگ یک موزهٔ هنری در هامبورگ در آلمان است. این موزه یکی از بزرگ‌ترین موزه‌های هنر کشور به‌شمار می‌آید. این مجموعه از سه ساختمان متصل به هم تشکیل شده که به سال‌های ۱۸۶۹ (ساختمان اصلی)، ۱۹۲۱ (کوپل‌زال) و ۱۹۹۷ (گالری هنر معاصر) بازمی‌گردند و در منطقهٔ آلتشتات بین ایستگاه راه‌آهن مرکزی و دو دریاچهٔ الستر واقع شده‌اند.
این موزه در زمان تأسیس آن در سال ۱۸۵۰ به عنوان «تالار هنر» استفاده می‌شد. امروزه این موزه یکی از معدود مجموعه‌های هنری در آلمان را در خود جای داده که هفت قرن از هنر اروپایی را پوشش می‌دهد، از دوران قرون وسطی تا امروز. مجموعه‌های دائمی آن بر نقاشی‌های شمال آلمان در قرن چهاردهم، آثار نقاشان هلندی، فلاندری و ایتالیایی قرون شانزدهم و هفدهم، نقاشی‌ها و طراحی‌های فرانسوی و آلمانی قرن نوزدهم، و هنر مدرن و معاصر بین‌المللی تمرکز دارند.